# АЕГ G.II
АЕГ G.II (нем. AEG G.II) је двомоторни, двокрилни, троседи авион бомбардер кога је у току Првог светског рата развила и производила немачка фирма AEG за потребе немачког ваздухопловства.

## Пројектовање и развој
Немачка команда је код АЕГ-а поручила шест двомоторних авиона са моторима Benz Bz.III са снагом од 150 KS (112 kW). Први авион је био завршен до 1. априла 1915. године и предат је ваздухопловству на испитивање. После летачких тестова 15. маја, комисија је била задовољна добрим успоном и брзином нове летелице, која је добила ознаку АЕГ G.II.
У циљу повећања стабилности и управљивости овог авиона поред централног вертикалног стабилизатора са кормилом правца на крајевима хоризонталних стабилизатора су такође уграђени вертикални стабилизатори са кормилима правца. На овај начин овај тип авиона има две варијанте са једним или три вертикална стабилизатора.

## Технички опис
Труп авиона АЕГ G.II је био челичне конструкције направљене од заварених челичних цеви, правоугаоног попречног пресека обложен делом: лимом, лепенком или платном. У трупу авиона су биле смештене три кабине у тандем распореду (једна за другом). У првој кабини је био смештен посматрач (извиђач) који је уједно руковао и предњим митраљезом. Пилот је седео у другој кабини док је у трећој кабини седео репни стрелац.
Авион АЕГ G.II је имао два линијска шестоцилиндрична мотора 2 х Benz Bz.III снаге150 KS сваки са воденим хлађењем смештених 
на челичним конструкцијама између горњих и доњих крила. Поред мотора са њима су били смештени хладњак за расхладну течност, хладњак за уље и резервоари за гориво и уље. Мотори су били окренути у смера кретања авиона па су на вратилима мотора биле постављене дрвене двокраке вучне елисе. Хладњаци за расхладну течност мотора су се налазили између елисе и мотора.
Крила су била класичне мешовите конструкције (метал + дрво) са две рамењаче, средње дебелог профила, пресвучена импрегнираним платном. Облик крила је био трапезаст, а димензије горњих и доњих крила су биле исте. Горња и доња крила су била поравната по нападној ивици крила. До нивоа мотора крила су била управна на осу трупа а одатле до крајева су била благо закошена према репу. Крила су између себе била повезана са сваке стране крила са по два пара упорница и затезачима од челичне жице. Крилца за управљање авионом су се налазила само на горњим крилима. Челична конструкција која је носила моторе била је везана за труп авиона, горње и доње крило као и за стајни трап авиона. Овако изведена конструкција је додатно укручивала крила и њихову везу са трупом авиона. Реп авиона је класично изведен са једним вертикалним стабилизатором и кормилом правца и хоризонталним стабилизаторима са кормилима висине и направљени су као и крила, металне конструкције пресвучене платном. Хоризонтални стабилизатори су са доње стране били упорницама ослоњени на труп авиона.
Стајни трап испод сваког мотора налазио се пар точкова који су носећом челичном конструкцијом била повезана са носећом конструкцијом мотора. Точкови су били насађени на круту фиксну осовину. Испод репа авиона се налазила еластична дрљача као трећа ослона тачка.
Авион је био наоружан са два митраљеза калибра 7,9 mm. Један митраљез је био постављен у кљун авиона за заштиту авиона из предње сфере а други се налазио код другог стрелца који је седео иза пилота, био је окренут ка репу авиона и задатак му је био заштита авиона са задње сфере. Сваки од митраљеза био је снабдевен са по 500 метака. Поред овога авион је могао да понесе до 200 kg бомби.

## Оперативно коришћење
Нови тип АЕГ-овог авиона G.II је стигао на фронт у јуну 1915. године, наоружан са два до четири митраљеза и први пут је коришћен за праћење ненаоружаних извиђачких летелица. Међутим, у овој улози двомоторне гломазне машине показале су се неприкладне, па је средином 1916. Главна команда одлучила да их користи само као бомбардере.
Производња типа АЕГ G.II прекинута је у мају 1916. године, до када је произведено укупно 27 комада ових авиона.

## Земље које су користиле овај авион
- Немачко царство